# 액션 리플레이

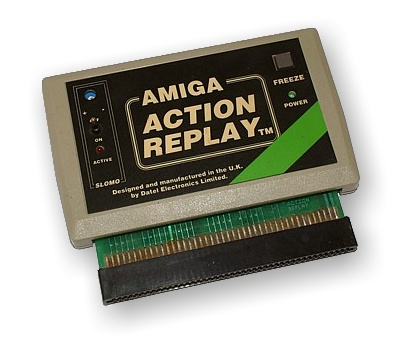

액션 리플레이(영어: Action Replay)는 비디오 게임 치팅 디바이스의 상표명이다. 2010년에 주로 닌텐도사의 닌텐도 DS, 닌텐도 DSi, 게임큐브와 플레이스테이션 2, 엑스박스의 치팅 프로그램을 개발했다.
이 이름은 소프트웨어 실행을 일시 중지하고 향후 "재생"을 위해 디스크나 테이프에 컴퓨터의 상태(메모리의 전체 내용)를 저장하는 첫 번째 장치의 시그니처 기능에서 파생된다. 이 일시 중지된 상태에서 메모리 내용을 조작할 수 있는 기능은 이제 이 브랜드가 더 잘 알려진 치트 기능을 가능케 했다.

## 일반 기능
일반적인 부정 행위 옵션은 다음과 같다.
- 무한 생명, 무적, 영구 파워 업, 충돌 감지 없음, 벽 통과, 원 히트 킬, 초고속 점프, 무한 돈 등과 같은 플레이어 캐릭터를 더 강하게 만듬.
- 특정 수준으로 직접 워핑.
- 인터넷 또는 저장 장치에서 저장된 게임을 다운로드, 업로드, 가져오기 및 내보내기 기능.
- 플레이어가 게임 상태를 디스크에 저장하도록 허용하여 저장을 지원하지 않는 경우에도 해당 지점에서 게임을 다시 시작할 수 있음.
- 지역에 구애받지 않는 동작.
- 타사 또는 홈브류 애플리케이션/게임 로드.
- 일반적으로 플레이어가 볼 수 없는 내부 게임 데이터 표시.